# Fleur artificielle

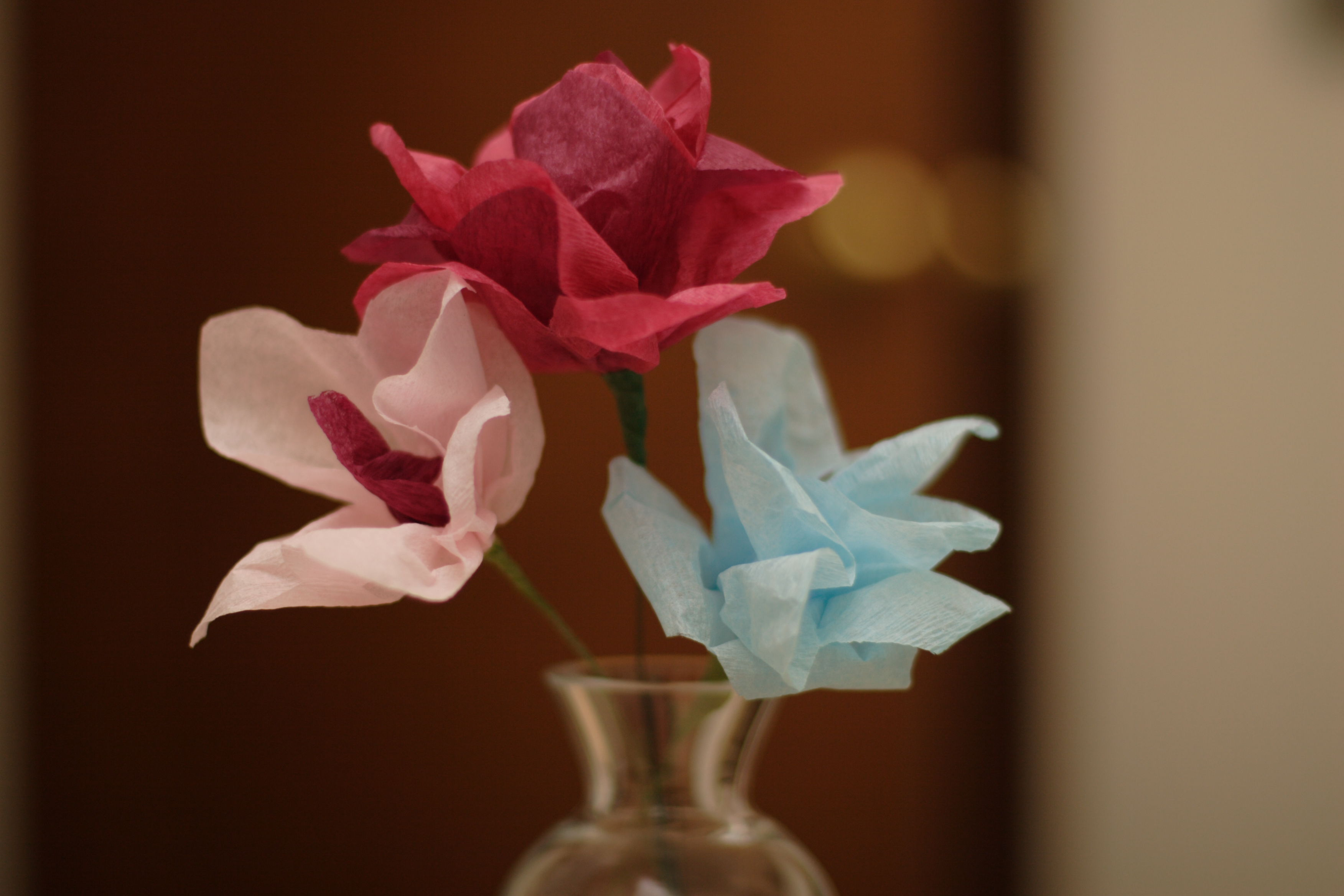
Fleurs artificielles en papier.

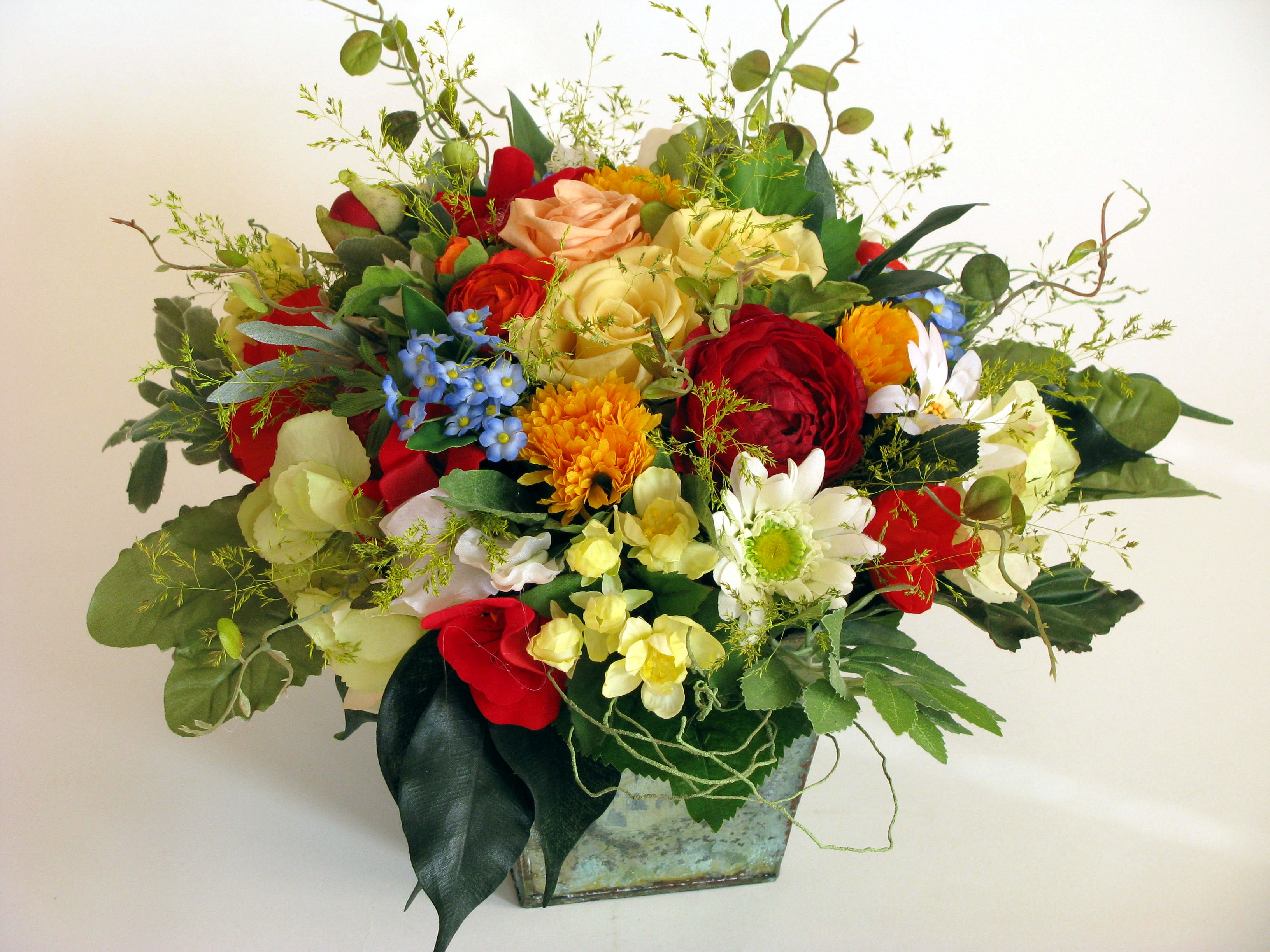
Bouquet de fleurs artificielles en soie.

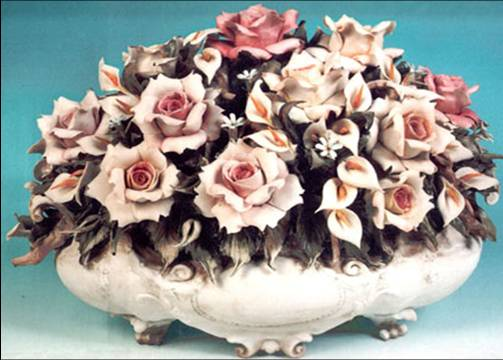
Fleurs artificielles en céramique.

Une fleur artificielle est une imitation d'une fleur naturelle en plastique, en papier, en soie, ou dans un autre matériau.

## Utilisation
Les fleurs artificielles sont utilisées dans toutes les circonstances où les naturelles le sont, à l'exception généralement d'un don à une personne, que ce soit un arrivant, un hôte ou toute personne à honorer ou en vue de son agrément. La résistance de leurs couleurs et matériaux permet de les exposer aux intempéries, notamment comme ornement permanent des tombes.
Les fleurs artificielles sont aussi utilisées dans l'industrie de la mode et pour l'enseignement de la botanique.